# Gaspar Jongelincx

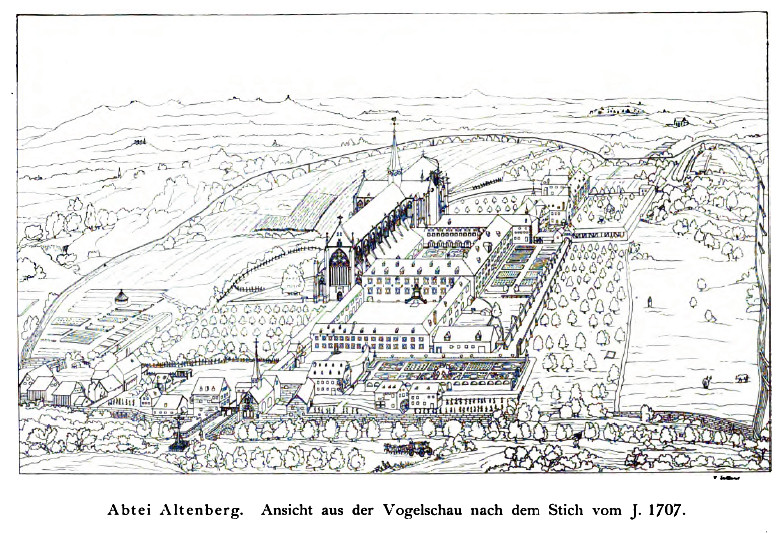
Jongeling studeerde in de abdij van Altenberg, vandaag Odenthal.

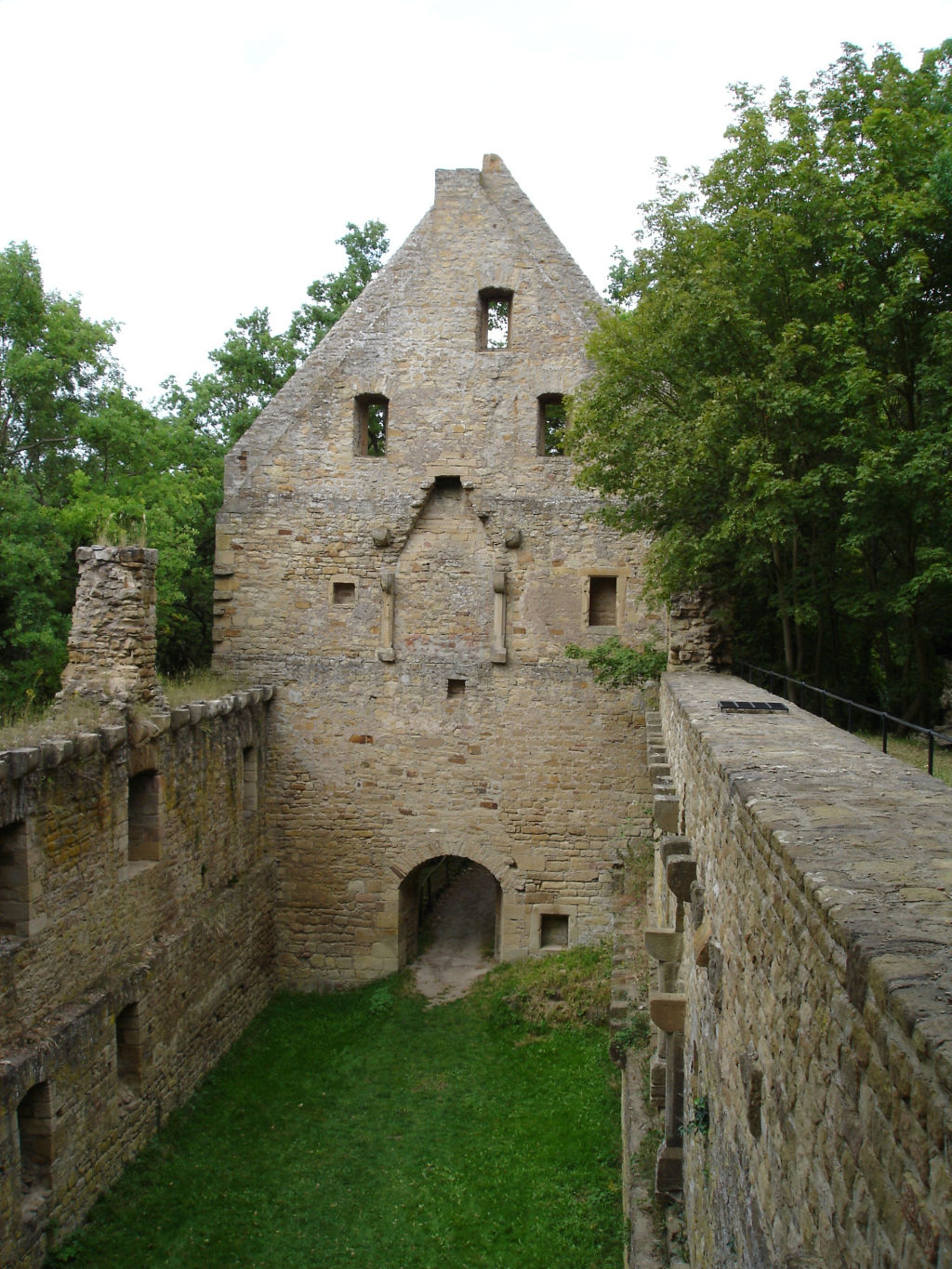
Jongeling was abt van Disibodenberg, vandaag Odernheim am Glan.

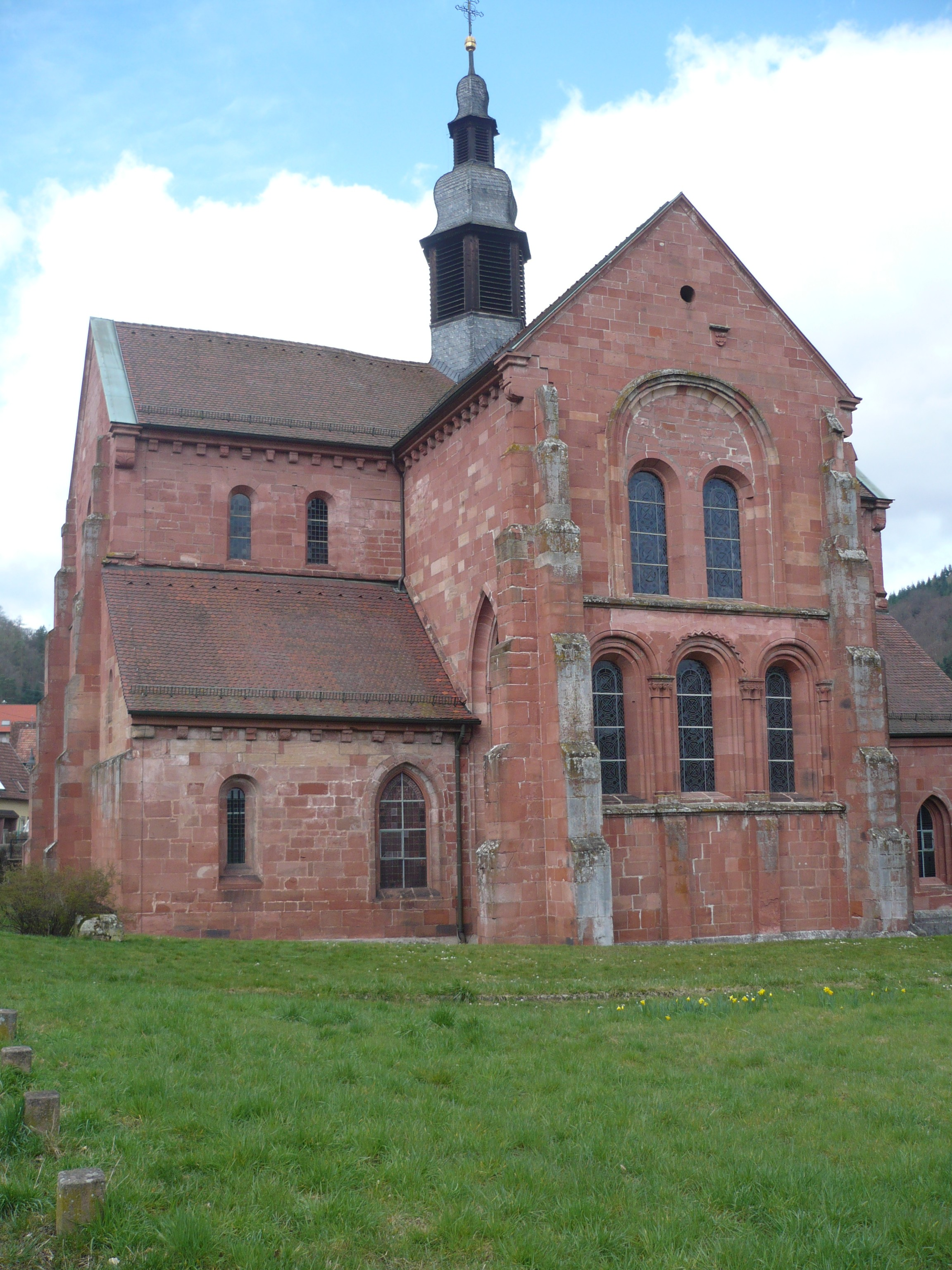
Jongeling was abt van Eusserthal.

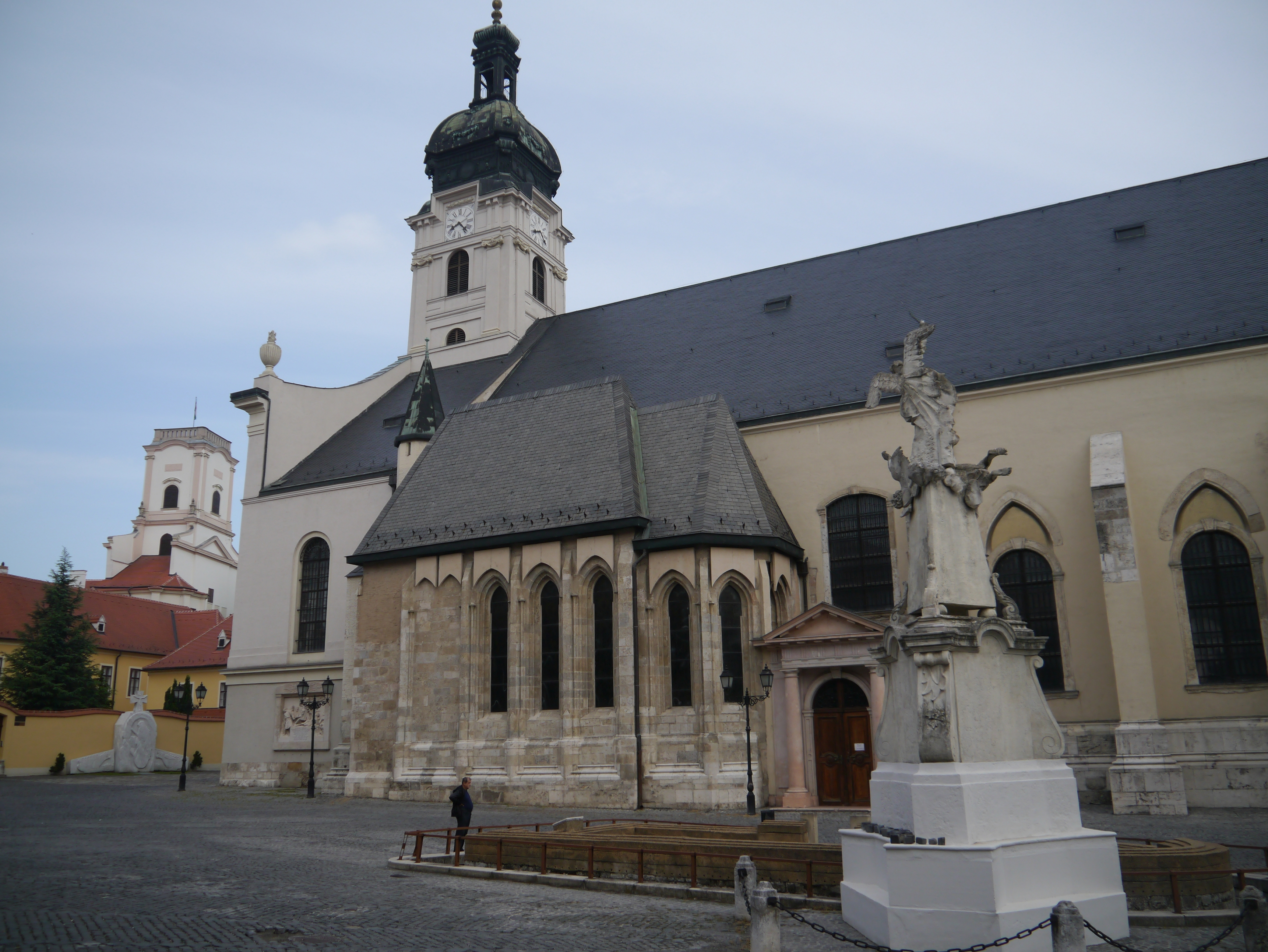
Kathedraal van Györ (Hongarije). In de tijd van Jongeling bestond het witte-classicistische deel nog niet.

Gaspar Jongelincx, Jongeling of in het Latijn Jongelinus (Antwerpen circa 1605 – Antwerpen, 16 juni 1669) was een cisterciënzer abt en geschiedschrijver voor zijn orde. Hij was abt in 2 Duitse abdijen maar nooit in de Nederlanden. Keizer Ferdinand III van het Rooms-Duitse Rijk benoemde hem tot historiograaf voor het Rooms-Duitse Rijk en het koninkrijk Hongarije.

## Levensloop

### Doctorandus in Altenberg
Jongeling werd geboren in Antwerpen circa 1605. Antwerpen behoorde tot het hertogdom Brabant, dat een deel was van de Spaanse Nederlanden. Hij trad in zijn geboortestad binnen in de orde der cisterciënzers, in het Sint-Salvatorklooster dat anno 1445 door Pieter Pot op diens eigen gronden gesticht was (thans: Grote - en Kleine Pieter Potstraat). Na zijn intrede vertrok Jongeling naar de goed uitgebouwde abdij van Altenberg, hertogdom Berg, nabij Keulen. Dit gebeurde lange tijd voordat het Antwerpse Sint-Salvatorklooster (anno 1652) tot abdij evolueerde. In Keulen doctoreerde Jongeling in de theologie. Voor zijn doctoraat reisde hij naar verscheidene cisterciënzerabdijen, onder meer naar de hoofdabij van Cîteaux. Hij legde zich toe op de geschiedschrijving van de orde.

### Abt van Disibodenberg
Van 1640 tot 1642 was hij abt van de abdij van Disibodenberg. Deze abdij lag ook in het hertogdom Berg; thans is dit te situeren in de gemeente Odernheim am Glan. Bij zijn vertrek gaf Jongeling het ambt door aan een andere doctor in de theologie: de befaamde Juan Caramuel y Lobkowitz.

### Abt van Eusserthal
Van 1642 tot 1648 was hij abt van de abdij van Eusserthal. Deze abdij was gelegen in de Keur-Palts en stond onder de hoede van Sigismund Frans, de Habsburgse graaf van Tirol. De abdij was zwaar beschadigd door de gevechten van de Dertigjarige Oorlog. Jongeling combineerde het schrijven van boeken met werken voor wederopbouw van de abdij. Ingevolge de Vrede van Westfalen (1648) kreeg de protestantse keurvorst van de Palts, Karel I Lodewijk, de abdij van Eusserthal in handen, met inbegrip van de inkomsten. Jongeling trok er weg.

### Kanunnik in Hongarije
Als compensatie bezorgde de Rooms-Duitse keizer Ferdinand III Jongeling een plaats als kanunnik in het koninkrijk Hongarije. Het ging om het kapittel van de kathedraal van Györ. Hij combineerde dit met pastoraal werk in de stad Eisenstadt (Hongaars: Kismarton). Eisenstadt lag toen in Hongarije en behoort pas vanaf 1919 tot Oostenrijk. De kerkelijke positie van Jongeling in Hongarije was gekoppeld aan een jaarlijkse uitkering vanwege de keizer. De uitkering voor Jongeling was zijn vergoeding voor het werk als historiograaf of geschiedschrijver voor het Rooms-Duitse Rijk en het koninkrijk Hongarije. Hij behield zijn titel van abt.

### Antwerpen
Na een kort verblijf in Wenen wegens gezondheidsproblemen keerde Jongeling terug naar Antwerpen, naar het cisterciënzerklooster waar hij bij de aanvang van zijn priesterschap was ingetreden. Het convent was inmiddels een goed uitgeruste Sint-Salvatorabdij geworden. Jongeling stierf er in 1669 en werd in de kloosterkerk, met name de Sint-Salvatorkerk, begraven. Zijn graftombe in zwart marmer bevond zich aan de ingang van de sacristie. Meer dan een eeuw later, in 1796, werden de paters door de Franse bezetter verjaagd. De abdij evenals de kerk en de gronden werden verkocht ten voordele van de Franse overheid. Naderhand werden de kloostergebouwen met de grond gelijk gemaakt. De Sint-Salvatorkapel werd gedeeltelijk gesloopt en gedeeltelijk verbouwd tot "Parochiale jongensschool".

## Werken
Jongeling's werken handelen over cisterciënzers die een belangrijke rol gespeeld hebben in de geschiedenis van de orde. Zo gaat het bijvoorbeeld over cisterciënzers die kardinaal of paus geworden zijn. Ook vorsten die bijdragen geleverd hebben tot de bouw van abdijen beschreef Jongeling. De hieronder gegeven data geven de eerste druk aan.
- Notitia abbatiarum ordinis Cisteciensis per orbem universum, libris X, quibus singulorum monasteriorum origines et incrementa benefactorum aliorumque illustrium virorum diplomata, donationesque recensentur (Keulen 1640). Dit werk behelsde zijn doctoraatswerk in Keulen.
- Origines ac progressus ordinis Cisterciensis abbatiarum equestrium seu militarium de Calatrava, Alcantara…. (Keulen 1641)
- Purpura Divi Bernardi, repraesentans elogia et insignia gentititia pontificum, cardinalium, archiepiscoporum, qui assumti ex ordine Cistercienci in Sancta Romana Ecclesia floruerunt (Keulen 1644).
- Origo et progressus celeberrimi monasterii de Castro Aquilae, ordinis cisterciensis Wedderavia Diocesis Moguntinae (Keulen 1644).
- Manipulum rerum memorabilium claustri Hemmenrodensis ordinis cisterciensis in archidioecesi Trevirensi. Dit werk schreef hij samen met Nicolas Hesius uit Hemmenrode.
- Purpura Sancti Benedicti, repraesentans elogia et insignia gentilitia pontificum, cardinalium, archiepiscoporum et episcoporum ejusdem ordinis. Dit werk is een vervolg van zijn vorige opsomming, kortweg Purpura genoemd.
- Elogia et insignia cardinalium et episcoporum ordinis Carthusiensis. Dit werk gaat over de Kartuizers, die zich afscheurden van de Cisterciënzers.
- Catalogus Palatinorum et Iudicium ejusdem Regni (Keulen 1659).

- Bibsys: 13047981
- Gemeinsame Normdatei: 124879632
- International Standard Name Identifier: 0000 0000 5540 5073
- Nationale Bibliotheek van Tsjechië: mzk2008464126
- Nederlandse Thesaurus van Auteursnamen: 106690523
- Système universitaire de documentation: 243991797
- Virtual International Authority File: 8332570
- WorldCat: E39PBJcgvy4ywRCCR4fbXwB3wC